# Centranthera indica
Centranthera indica là loài thực vật có hoa thuộc họ Cỏ chổi. Loài này được (L.) Gamble mô tả khoa học đầu tiên năm 1924.

## Hình ảnh

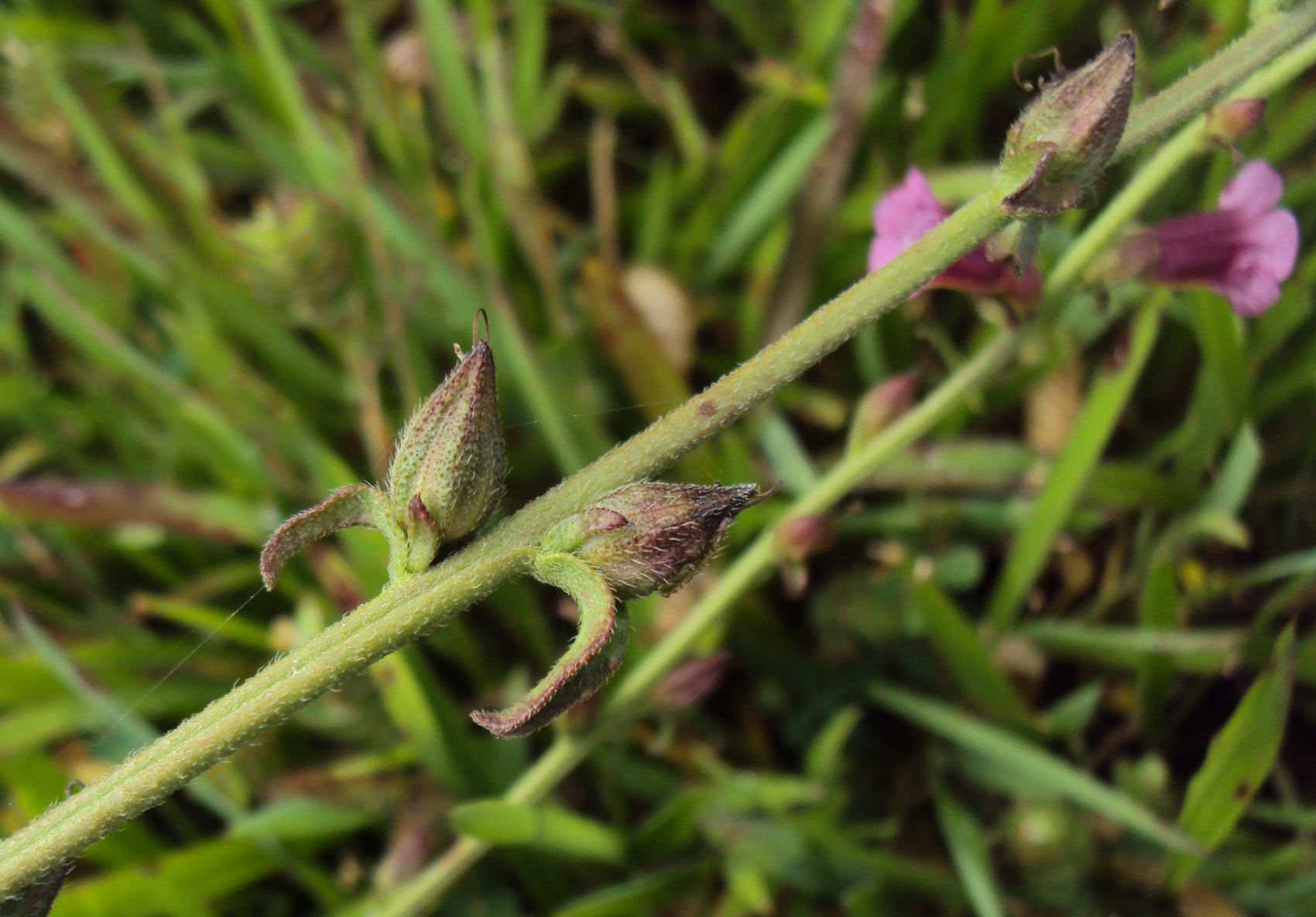
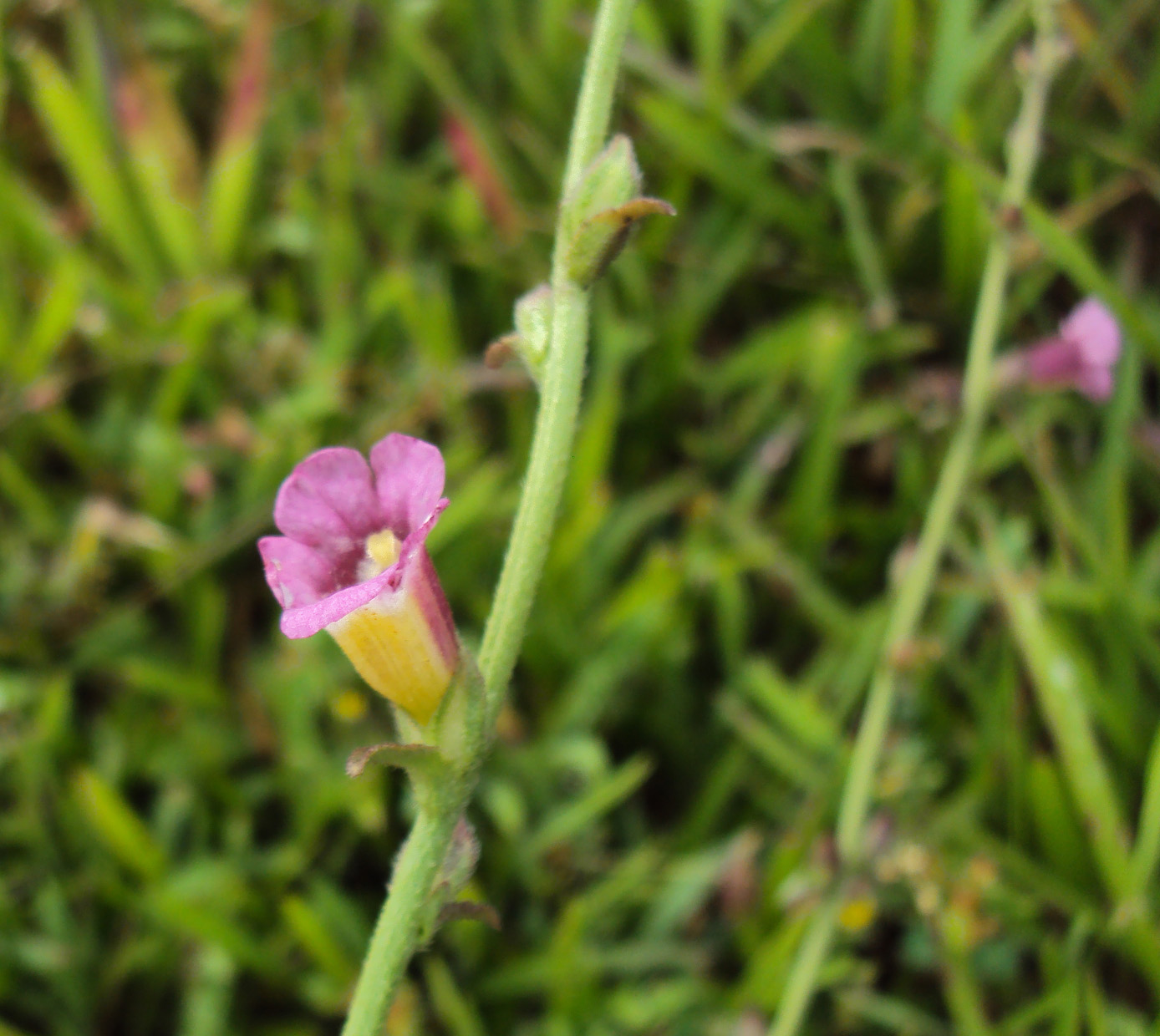
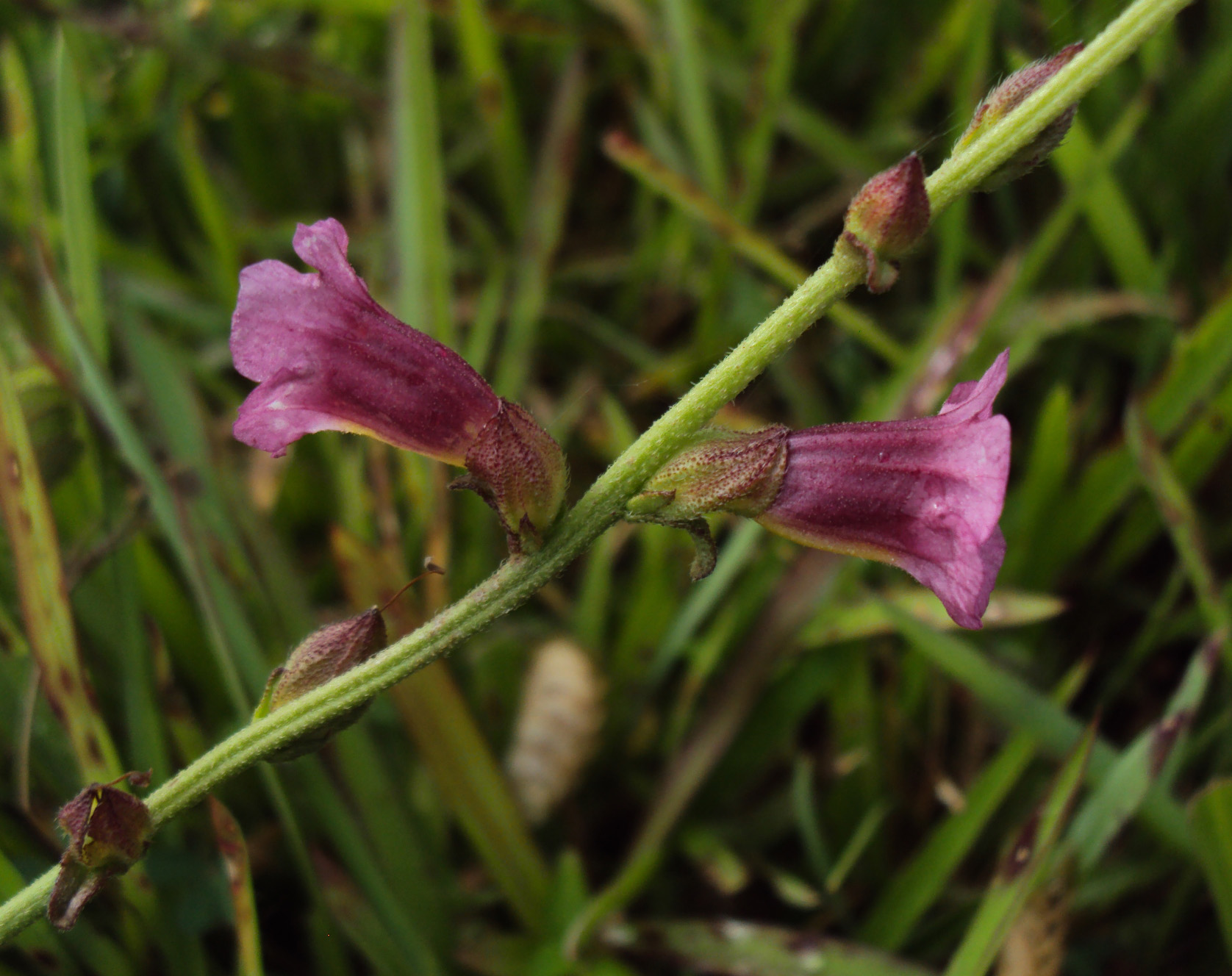
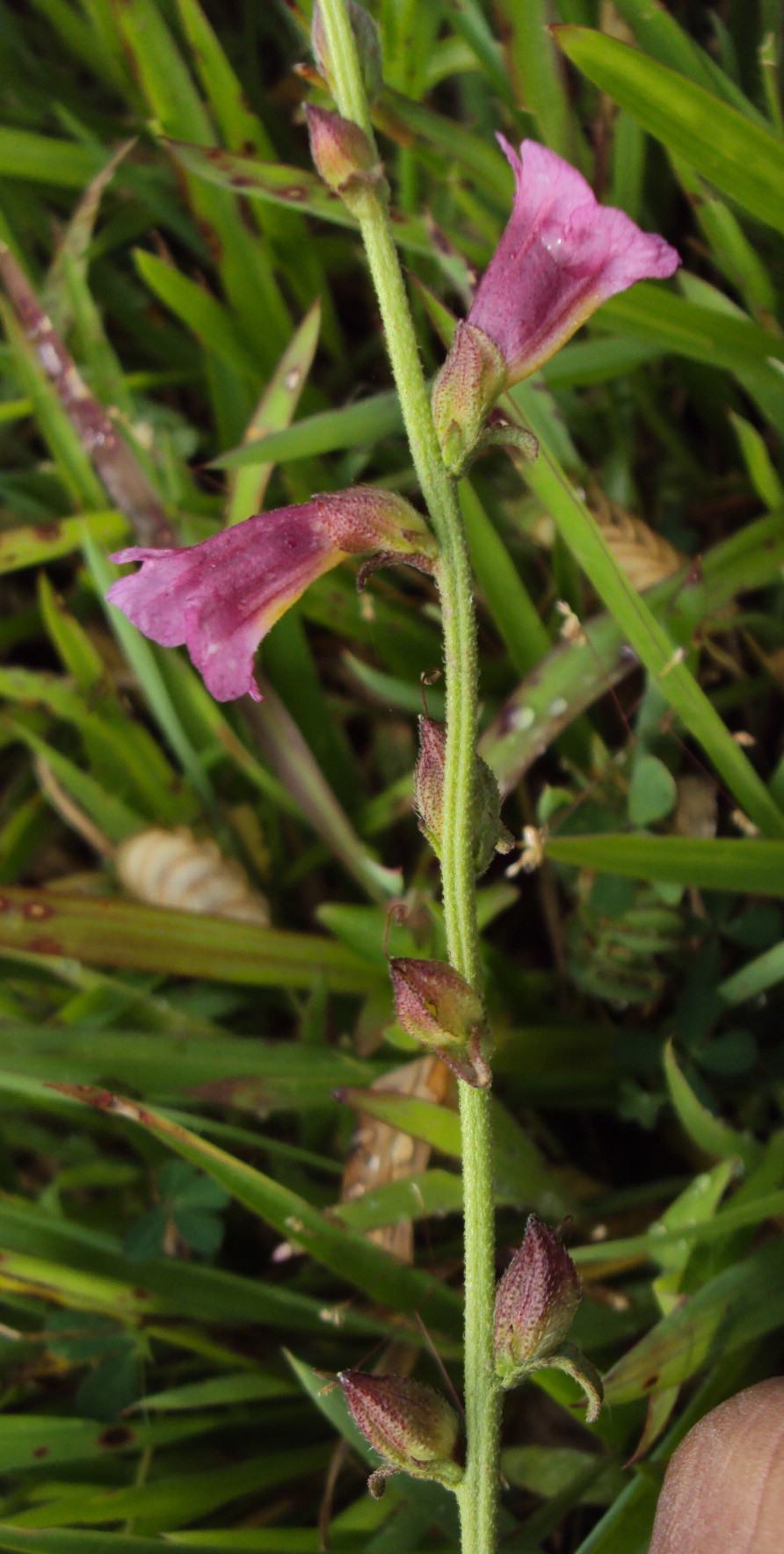